# のどか森の動物大作戦
のどか森の動物大作戦（のどかもりのどうぶつだいさくせん）は、1980年2月3日に放映された日本の単発テレビアニメ。当時、日本生命保険がスポンサーとなって制作・放映されていた「日生ファミリースペシャル」の1本としてフジテレビ系列で放映された作品である。

## 概要
ドイツの作家ボイ・ロルンゼンによる、自然と人間との共存を問う物語をベースとしてアニメ化した作品。
子供の姿をした妖精ペーターが、動物たちと暮らすのどか森。そこに、町の人たちが森の木を伐採して金儲けを企んでいるという知らせが入る。人間の言葉が分かるペーターは町の人々に作業を中止するように警告書を書くが、効果はない。そこでペーターと動物たちは、人間をびっくりさせるために森の動物と家畜を入れ替える作戦に出た。意外な事態に町の人々は大騒ぎとなる。
本作品は作曲家の矢野立美が初めて劇伴を担当した作品である。矢野は本作品の主題歌を担当したスラップスティックの編曲を手掛けていたことから起用されたという。

## 登場人物
- ペーター - 野沢雅子
- ヤコブス - 肝付兼太
- ピーア - 松島みのり
- レープ - 田村錦人
- カルル - 小山まみ
- メリッタ - 増山江威子
- ペッポ - 池田勝
- ヨッケル - 田中秀幸
- スタニー - 千葉繁
- アダム - 稲葉実
- パウレ - 納谷六朗
- ネコ - 水鳥鉄夫
- ぶた - 西尾徳
- マグヌス - 滝口順平
- ベルタ - 芝田清子
- テムトッケル - 永井一郎
- ドロレス - 遠藤晴
- メッケル - 八奈見乗児
- ヨアンナ - 荘司美代子
- ニッケル - 辻村真人
- ベンヤミン - 池田一臣
- シュトッフェル - 宮内幸平

## スタッフ
- 原作 - ボイ・ロルンゼン「のどか森の動物会議」
- 製作 - 本橋浩一
- 製作管理 - 高桑充
- 企画 - 佐藤昭司
- 脚本 - 柏倉敏之
- 音楽 - 矢野立美
- キャラクターデザイン - 森やすじ
- 場面設定 - 坂井俊一
- 作画監督 - 酒井明雄
- 作監補佐 - 広瀬和子
- 美術監督 - 水谷利春
- 美術設定・補佐 - 西田稔
- 録音監督 - 斯波重治
- 色指定・検査 - 小山明子
- 作画 - 広瀬和子／朝戸澄子／水田めぐみ／東海林武／大橋学／マッドハウス／潤成実業
- 動画検査 - 古山匠／加瀬政広
- 仕上 - スタジオキリー／スタジオM
- 背景 - 小林プロ
- 現像 - 東洋現像所
- プロデューサー - 大場伊紘
- 演出 - 黒田昌郎
- 企画制作 - 日本アニメーション、フジテレビ

## 放映期間
- 放映期間：1980年2月3日
- 話数：75分・1話
- 放送局：フジテレビ系
- 放送時間：日曜日 16:20 - 17:35（『日曜スペシャル』内で放送）

## 主題歌
- オープニングテーマ - 「ハッピー・マンボ」

作詞・作曲 - 森雪之丞 / 編曲 - 矢野立美 / 歌 - スラップスティック
- エンディングテーマ - 「おやすみグッドナイト」

作詞・作曲 - 森雪之丞 / 編曲 - 矢野立美 / 歌 - スラップスティック

## ビデオソフト
1980年代にポニーキャニオンからVHSとベータのビデオソフトが発売された。ビデオはその後一切再発売されておらず、BD・DVD化も行われていない。